# Waldheimer Prozesse

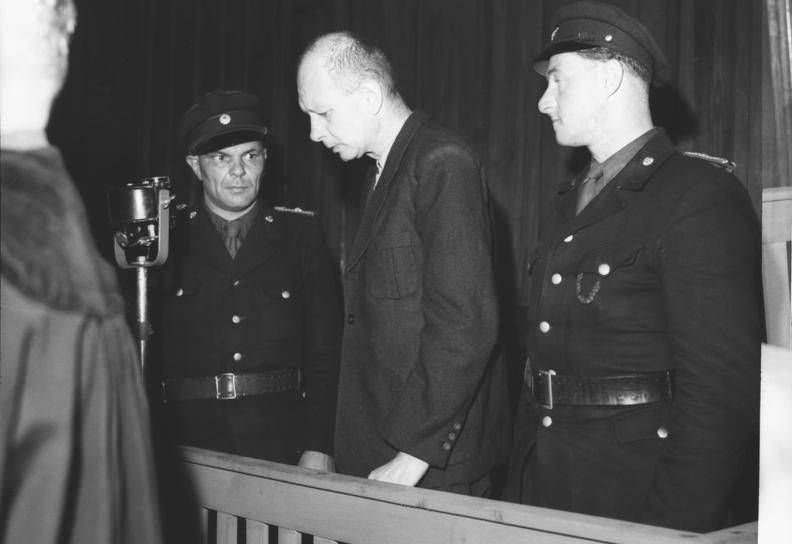
Verhandlung gegen Ernst Heinicker, Sturmführer der SA und stellvertretender Lagerkommandant des Konzentrationslagers Hohnstein; das Urteil lautet nach Kontrollratsgesetz Nr. 10 und Direktive 38 auf Todesstrafe wegen „Verbrechens gegen die Menschlichkeit“ (21. Juni 1950).

Die Waldheimer Prozesse fanden im Zeitraum vom 21. April bis zum 29. Juni 1950 im Zuchthaus der sächsischen Kleinstadt Waldheim in der DDR statt. Mehrere Strafkammern des Landgerichts Chemnitz verhandelten dort gegen 3442 vom sowjetischen Innenministerium (MWD) überstellte Personen, denen Kriegs- bzw. nationalsozialistische Verbrechen vorgeworfen wurden. 3324 Angeklagte wurden verurteilt (72 Personen nicht verhandlungsfähig, 43 während der Prozesse gestorben), überwiegend (1901 Personen) zu Freiheitsstrafen von 15 bis 25 Jahren, 146 Personen zu lebenslänglich, nur 5 zu bis zu vier Jahren; 33 Personen wurden zum Tode verurteilt. In 1327 Fällen waren behauptete Verbrechen gegen die Menschlichkeit Grund der Urteile. Obgleich viele der Angeklagten nachweislich schwer belastet waren, wurden die Waldheimer Prozesse aufgrund ihrer zweifelhaften Rechtsgrundlage zu einem Inbegriff mangelnder Rechtsstaatlichkeit.

## Geschichte
Auf Beschluss des Politbüros der KPdSU vom 30. Dezember 1949 wurden am 9. und 15. Februar 1950 2415 der insgesamt 3432 Personen aus den zu schließenden zwei MWD-Speziallagern Buchenwald und Sachsenhausen sowie dem MWD-Gefängnis Bautzen in die Justizvollzugsanstalt Waldheim gebracht. Sie waren dort, teilweise seit 1945, interniert, ohne vor einem Sowjetischen Militärtribunale (SMT) verurteilt worden zu sein. Da die Sowjetische Kontrollkommission im Verlauf des Jahres 1950 die Speziallager in der neu gegründeten DDR aufzulösen beabsichtigte, hatte ihr Vorsitzender Tschuikow im Januar 1950 die Überstellung der Internierten an die DDR-Behörden angekündigt. Am 19. April 1950 ordnete in einer Vorbesprechung der SED-Politiker Gustav Röbelen an: „Die Urteile müssen gerecht, jedoch hart sein. Sie dürfen keinesfalls niedriger ausfallen als die Urteile, die unsere Freunde bei gleichen Tatbeständen ausgeworfen haben.“
Beim Landgericht Chemnitz wurden aus diesem Anlass zwölf große und acht kleine Strafkammern gebildet mit 18 Staatsanwälten, 37 Richtern und 29 Schöffen. Hildegard Heinze vom Justizministerium der DDR und Paul Hentschel, Abteilungsleiter im SED-Parteivorstand, leiteten ein Organisationskomitee. Die Prozesse fanden im ausgeräumten Häftlingskrankenhaus statt und dauerten vom 21. April bis 14. Juni. In den meisten Fällen waren dies kurze Prozesse mit einer Dauer von oft nur wenigen Minuten, ohne kritische Würdigung des von den sowjetischen Untersuchungsorganen vorgelegten Belastungsmaterials und bis auf wenige Ausnahmen ohne Zulassung von Rechtsbeiständen. Lediglich zehn eindeutig belastete Angeklagte wurden öffentlich in Schauprozessen im Waldheimer Rathaus abgeurteilt, darunter der oben abgebildete KZ-Lagerkommandant Ernst Heinicker.
Der Prozessverlauf folgte den Planungen der SED-Führung und wurde während des gesamten Zeitraums von ihr überwacht. Die Richter und Staatsanwälte waren aus dem Kreis der seit 1946 in Kurzlehrgängen ausgebildeten Volksrichter ausgewählt worden. Grundlage der Anklage war der Befehl Nr. 201 der SMAD vom 16. August 1947, nach dem die Sanktionen zu bemessen waren. Auch die spätere Justizministerin Hilde Benjamin war beratend tätig. Für das Strafmaß war eine Mindestdauer von fünf Jahren Zuchthaus festgelegt worden. Bei den Verteidigern handelte es sich, sofern welche zugelassen waren, um von der Staatsführung abkommandierte Staatsanwälte.

Strafvollzugskarte Walter Jurisch

Unter den Verurteilten waren 60 namentlich bekannte Jugendliche, von denen drei in der Waldheimer Haftzeit verstarben. Der jüngste Verurteilte Walter Jurisch (1931–2010) war im Alter von 14 Jahren verhaftet worden und musste fünf Jahre in Speziallagern verbringen. Er wurde in Waldheim zu 20 Jahren Zuchthaus verurteilt und 1954 als einer der Letzten von Wilhelm Pieck begnadigt. Als Straftat wurde angegeben, er habe „durch seine Tätigkeit in der Hitlerjugend und dem Werwolf die NS-Gewaltherrschaft gefördert und nach dem 8. Mai 1945 den Frieden des deutschen Volkes gefährdet“, was auch zur Urteilsbegründung diente.
Einige Verfahren wurden als sogenannte Hohnsteinprozesse abgetrennt. Dabei wurden drei Schauprozesse gegen die Angeklagten Ernst Heinicker (stv. Lagerkommandant des KZ Hohnstein), Friedrich Beyerlein (Gestapo-Mitarbeiter) und Hellmut Peitsch (DAF-Gauobmann) abgehalten, ausnahmsweise unter Zulassung von Verteidigern und mit Einbeziehung von Zeugen sowie einer erweiterten Öffentlichkeit. Sie endeten mit Todesurteilen.
Nach dem Abschluss der 1317 beantragten Revisionsverfahren (159 zugelassene Verhandlungen) vor dem Strafsenat des OLG Dresden in Waldheim im Juli 1950 waren 33 Todesurteile gefällt. Sechs der zum Tode Verurteilten wurden zu hohen Haftstrafen begnadigt, zwei weitere starben vor der Vollstreckung, und der Gestapo-Mann Lehne wurde an die ČSSR/UdSSR überstellt. Die übrigen 24 Todesurteile wurden am 4. November 1950 vollstreckt. Zur Hinrichtungsart gibt es unterschiedliche Angaben: Giftspritze, Strang oder Guillotine. Von den zum Tode Verurteilten waren vier Richter (Rudolf Niejahr, Oberkriegsgerichtsrat Alfred Herzog, die Oberstabsrichter Horst Rechenbach und Walter Schmidt), drei Staatsanwälte (Wilhelm Klitzke, Hermann Hahn, Heinz Rosenmüller), fünf sog. Denunzianten (z. B. Paul Coijanovic), 13 Funktionsträger (KZ- und Gefängnisaufseher, NS-Funktionäre wie Hellmut Peitsch) und Angehörige diverser Exekutivorgane (z. B. Verwaltungsbeamte wie Ernst Kendzia, Polizisten wie Friedrich Duda oder der vormalige Direktor der Heil- und Pflegeanstalt Waldheim Gerhard Wischer).
146 Verurteilte erhielten lebenslange Haft, 1901 Strafen zwischen 15 und 25 Jahren, 947 Strafen zwischen 10 und 14 Jahren, 290 Strafen zwischen 5 und 9 Jahren, 5 Strafen unter fünf Jahren, zwei Personen wurden in eine Heilanstalt eingewiesen.

## Nachgeschichte
Nach weltweiten Protesten wurden 1952 zahlreiche Verurteilte freigelassen oder das Strafmaß reduziert. So hat Thomas Mann im Juli 1950 an Walter Ulbricht geschrieben, der Kommunismus müsse sich mit dem Humanismus verbinden, und auf die schweren Rechtsmängel und auf die Parallelen zum Stil Roland Freislers hingewiesen.
In der DDR-Regierung informierte der Justizstaatssekretär Helmut Brandt (CDU) den stellvertretenden Ministerpräsidenten Otto Nuschke (CDU) nach einer Prozessteilnahme über den Prozessverlauf. Im Juli 1950 verlangte dieser die Wiederholung der Verfahren, worauf er von Ulbricht niedergeschrien wurde. Am 18. August beschrieb er dem Justizminister Max Fechner ausführlich die Mängel und belegte sie mit einigen fragwürdigen Urteilen (z. B. Kriminalkommissar Herbert Michalke). Bei der Abstimmung im Ministerrat der DDR am 31. August stimmten alle Minister gegen Nuschkes Antrag. Brandt wurde am 6. September verhaftet und nach vier Jahren Untersuchungshaft 1954 im Zusammenhang mit Georg Dertinger (CDU) verurteilt. Selbst die sowjetische Kontrollkommission unter Oberst Titow kritisierte später die Unterlagen vernichtend. Im Jahr 1952 nahm sich eine Untersuchungskommission des MfS und verschiedener anderer Ministerien die Akten vor, worauf im Oktober 1952 997 Verurteilte freigelassen wurden und das Strafmaß von 1024 Personen reduziert wurde. Weitere Reduzierungen und Freilassungen folgten.
1954 stellte das Kammergericht in West-Berlin fest, es sei das alleinige Ziel dieser Verfahren gewesen, die widerrechtlichen Maßnahmen der sowjetischen Besatzungsmacht zu legalisieren, und erklärte diese Urteile für nichtig.
Nach der deutschen Wiedervereinigung konnten die Verurteilten ihre Rehabilitierung beantragen, da die Urteile des LG Chemnitz mit wesentlichen Grundsätzen einer freiheitlichen rechtsstaatlichen Ordnung unvereinbar waren (§ 1 Abs. 2 StrRehaG). Gegen einige Richter und Staatsanwälte der Waldheimer Prozesse gab es Strafverfahren unter dem Vorwurf der Rechtsbeugung und Freiheitsberaubung.